# Campaña de verano en Alepo de 2016
La campaña de verano en Alepo de 2016 empezó con una acción de guerra lanzada en las afueras del norte de Alepo a finales de junio de 2016, por el Ejército árabe sirio. El objetivo de la ofensiva era cortar la última línea de abastecimiento rebelde a Alepo.
Para inicios de septiembre, las tropas del gobierno sirio afianzaron su asedio a la parte de la ciudad controlada por los insurgentes.

## Campaña

### Avances de ejército, sitio de Alepo

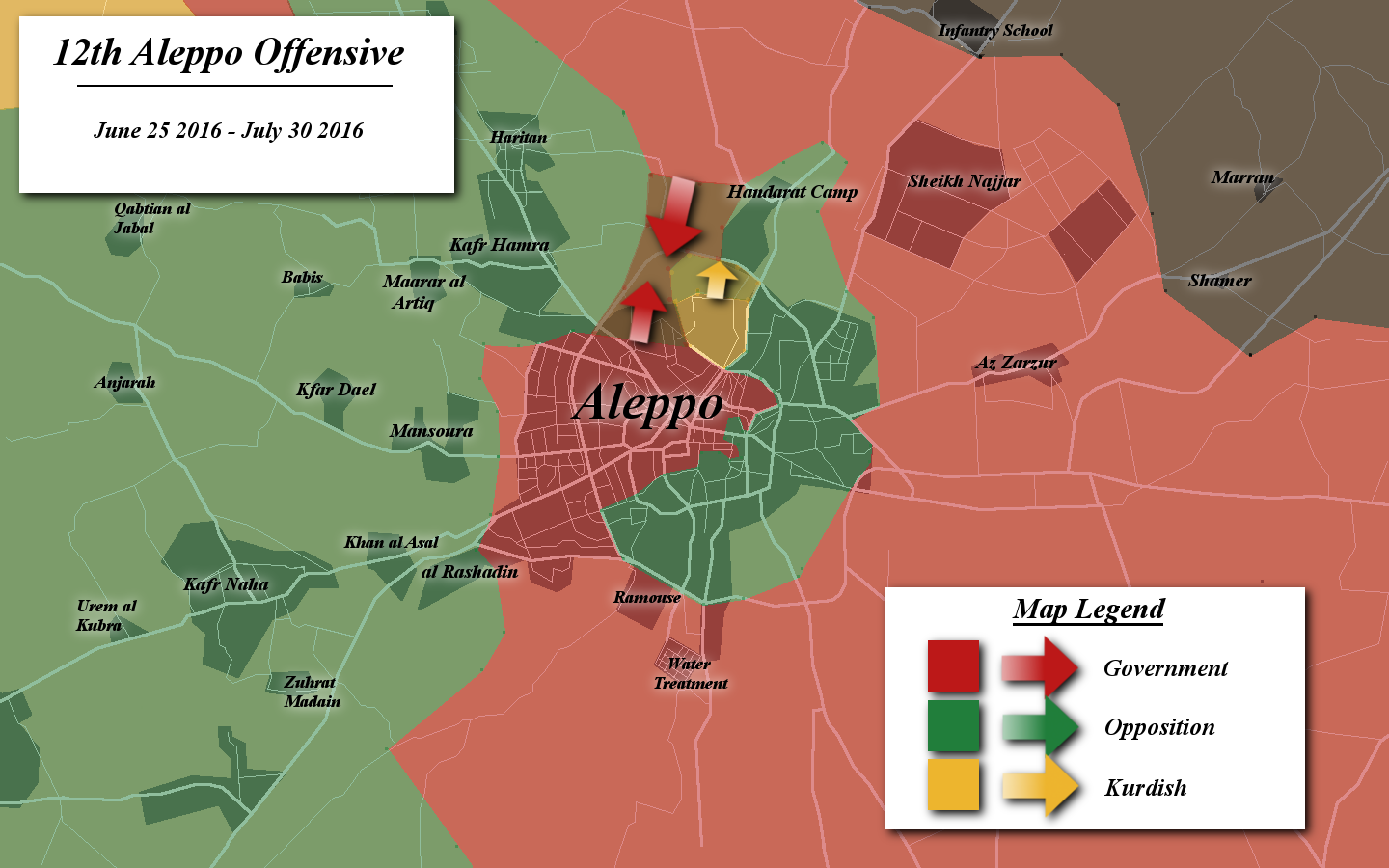
Mapa de la ofensiva

La ofensiva empezó el 25 de junio, con un intenso bombardeo de la RuAF. El 26 de junio, el ejército hizo avances en las granjas de al Mallah, y para el 28 junio,  habían capturado la mitad, incluyendo las áreas de Al-Asamat y Arab Salum áreas. Los avances le dieron a las SAA control de fuego de la carretera del Castello.
Para el día 26 las fuerzas gubernamentales habían alcanzado las granjas de Mallah, y el día 28 ya habían capturado la mitad de las mismas. Estos avances permitieron al gobierno batir con artillería la carretera del Castello, la única vía de abastecimiento del Alepo rebelde con el exterior de la ciudad. De forma simultánea a los avances del gobierno, la RuAF llevó a cabo numerosos bombardeos, llegando a contabilizarse hasta 30 ataques aéreos la mañana del 27 de junio sobre las alturas de Handarat y las llanuras de Anadan. A pesar de los avances durante el día y el apoyo aéreo, el avance del SAA y sus fuerzas aliadas se vio interrumpido la noche del 27. Entre los días 28 de junio y 2 de julio se produjo un estancamiento del frente, sin cambios significativos a pesar de los contraataques rebeldes y los intentos gubernamentales por capturar los sectores oeste y sur de las granjas de Mallah.
Entre el 2 y el 3 de julio, el Ejército avanzó en las granjas del sur de Mallah, llegando a dos kilómetros de la carretera del Castello. El 3 de julio, un misil ruso de crucero destruyó una base rebelde de almacenamiento de TOW en el oeste de Alepo. El mismo día, los militares capturaron la fábrica de Shbeib y varias manzanas cercanas en el distrito de Al Layramoun de Alepo. El 4 de julio, un contraataque rebelde, que incluía un terrorista suicida, fue repelido. Al mismo tiempo, el Ejército capturó más posiciones en la parte sur de Mallah, poniendo bajo su control el 65%-75% del área de las granjas. Un nuevo contraataque rebelde en Mallah también fue rechazado. 
Después de la medianoche del 7 de julio, apoyados por cobertura aérea las SAA capturaron la parte del sur de Mallah y el frente se acercó a un kilómetro de la carretera del Castello. Capturaron un complejo de mezquitas y un cerro que pasa por el alto de la carretera, permitiendo el control de fuego de la carretera. Cortando de esta manera la única vía de abastecimiento rebelde.
Varios días más tarde, el Ejército avanzó en los distritos de al-Layramoun al-Khalidiyah y Bani Zeid. Durante este tiempo, tropas del gobierno capturaron la Fábrica Gasista Sadkop.
Para el anochecer del 13 julio, el ejército aseguró la totalidad del distrito de al-Khalidiyah y la mayoría del área industrial al-Layramoun.
El 17 de julio, el Ejército y Hezbollah alcanzaron la carretera del Castello, capturando varias partes y cortándolo después de tomar el control de la colina del Castello. Con este avance, la parte de Alepo controlada por los rebeldes estaba plenamente asediada y el redondel de al-Layramoun estaba bajo control de fuego. Entretanto, el ejército hizo más avances en las áreas Bani Zeid y al-Layramoun, capturando la mayoría de las fábricas.
Entre el 23 y 25 julio, el Ejército expandió su control en el área industrial de al-Layramoun al capturar la Fábrica Textil, una docena edificios industriales y dos centros comerciales. En la tarde del 25 de julio, las Fuerzas de Tigre capturaron dos sitios acercándose al complejo del Castillo, intentando cortar Bani Zeid y al-Layramoun.
El 26 de julio, fuerzas del gobierno capturaron todo el distrito de al-Layramoun después de fuertes enfrentamientos en el último baluarte rebelde en el área, la estación de autobús. Después de que también recuperaron el área turística del Castello e imponiendo control de fuego sobre Bani Zeid, con lo que el sector rebelde estaba casi asediado.
El 27 de julio, los rebeldes intentaron atacar las áreas kurdas pero fueron rechazados. Los kurdos entonces procedieron a avanzar en el barrio de Bani Zeid, el Alojamiento de la Juventud y capturó el complejo entero. Más tarde, el Ejército oficialmente declaró había cortado fuera todos se rebelan rutas de abastecimiento a Aleppo. El 28 de julio, el ejército capturó el Bani Zeid distrito, así como el rebelarse-aguantó partes del Ashrafiyah distrito. Ante esto los rebeldes se retiraron de Bani Zeid antes del asalto del Ejército para evitar graves pérdidas. El Ejército entonces continuó su avance hacia el área de Abdrubbah.
El 30 de julio, los milicianos de YPG capturaron el área del Alojamiento de la Juventud. Ese mismo día numerosos combatientes rebeldes de Fatah Halab se entregaron al gobierno en los puntos de control de Bani Zaid y la ciudad vieja de Alepo, después de una oferta de amnistía por parte del gobierno.

### Contra⁠ofensiva rebelde
El 31 de julio, el Ejército de la Conquista lanzó una contraofensiva tanto al sur y al norte de Alepo en un intento de romper el asedio en las áreas controladas por los rebeldes de la ciudad. Una feroz lucha se inició en la carretera del Castello, mientras los rebeldes trataba de capturar la escuela Al-Hikma y dos cerros en las afueras del sur de Aleppo, el cual constituyó una línea de defensa avanzada del Ejército. El grueso de las tropas rebeldes según sus fuentes incluyó 8,000–10,000 luchadores, 95 tanques, centenares de lanzadores de cohete y un gran número grande de suicidas. Para el anochecer, los rebeldes tomaron el control de Al-‘Amariyah pueblo y logró el cercano 1070 Al-Hamadaniyah Proyecto de Alojamiento donde luchando continuó. Por la noche, el Proyecto de Alojamiento 1070 Al-Hamadaniyah era también tomado por los rebeldes.
Al día siguiente, los rebeldes continuaron su avance y tomaron el pueblo de Mushrifah (también conocido como Sharfa), está situado en un cerro que pasa por el alto de la Academia Militar  Al-Assad .
En los días siguientes tuvo lugar una feroz lucha por el control del Proyecto de Alojamiento  1070, el poblado de Huwayz, Al-‘Amariyah y varios cerros.
El 5 de agosto, empezó un ataque rebelde contra la Academia Militar empezada y para el día siguiente los rebeldes tomaron el control de más de la mitad de la Academia Militar. Poco después de sus avances en la Academia Militar, los rebeldes lanzaron una ofensiva coordinada tanto en el interior como en el exterior de Alepo y avanzaron hasta el barrio de al Ramouseh, capturándolo. Con este avance los rebeldes cortaron la línea de abastecimiento del gobierno del gobierno, después de lo cual anunciaron que el asedio sobre Alepo había sido roto. Aun así, la nueva línea de abastecimiento rebelde estaba todavía bajo fuego de artillería del Ejército y siendo alcanzado por ataques aéreos, haciendo que prácticamente siga el asedio. Desde el inicio de la ofensiva, al menos 130 civiles habían muerto, la mayoría en zonas controladas por rebeldes. 500 militantes en ambos lados también fueron muertos, mayoritariamente rebeldes. Al final del día, los rebeldes tenían el control de la base de la Academia Militar y del distrito de Ramouseh.

### El Ejército retoma territorio
El 7 de agosto, la lucha todavía se mantenía en el distrito Ramouseh, donde el Ejército  retenía el control de partes del área. La RuAF lanzó una intensa campaña de bombardeo sobre las escuelas militares. Mientras los rebeldes fortificaban el área para mantener abierta la línea de abastecimiento. Al día siguiente, el distrito de Ramouseh se mantenía bajo control rebelde, mientras que el Ejército recapturaba cerro de al-Sanobrat.
El 11 de agosto, los rebeldes atacaron la ruta de abastecimiento del gobierno a Aleppo entre Khanasir y Ithriya, capturando Mahmyat Al-Ghazal. Aun así, el Ejército recapturó el pueblo al día siguiente.
Entre el 11 y 17 agosto, el Ejército lanzó varios contraataques, principalmente contra el Proyecto de Alojamiento 1070. Para el 17 de agosto, las fuerzas del gobierno recapturaron aproximadamente el 70 por ciento del distrito.

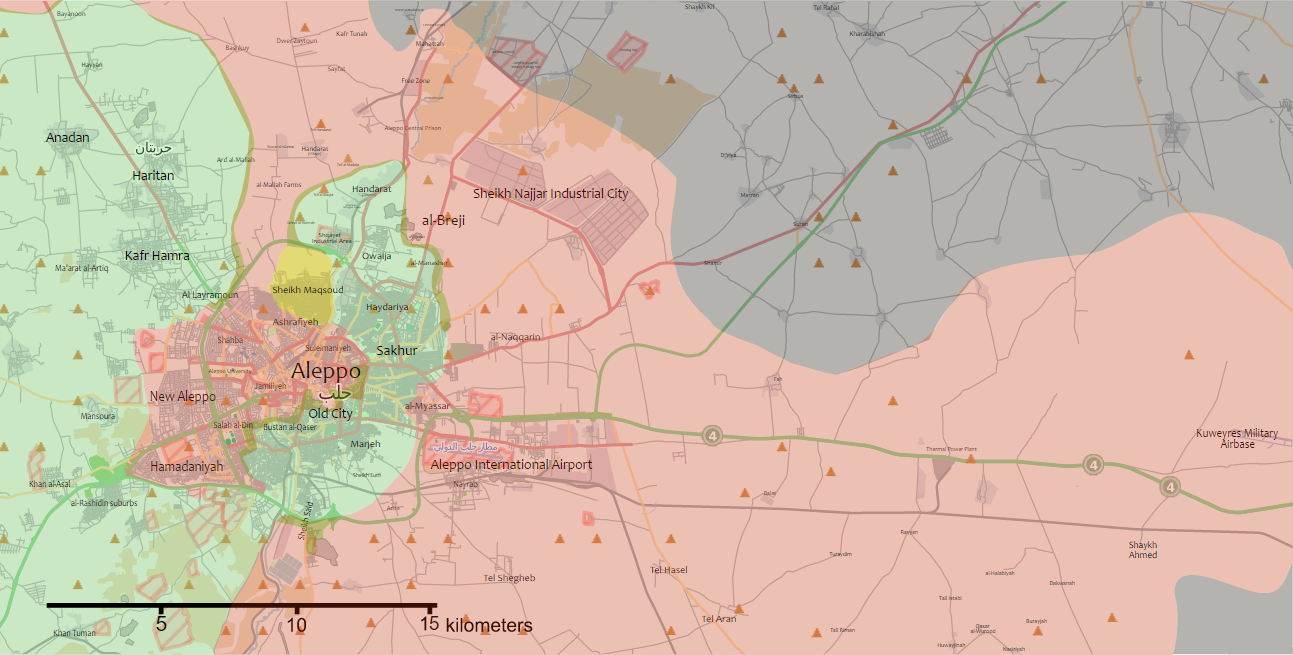
Situación a 20 de agosto de 2016, con ambos bandos sitiándose mutuamente
SAA
Oposición (Incluyendo Al-Nusra)
FDS
ISIS
Control conjunto SAA - FDS
Situación incierta - tierra de nadie

El 17 de agosto, después de capturar la mayoría del  Proyecto de Alojamiento 1070 Al-Hamdaniyah, las fuerzas del gobierno asaltaron la Base Técnica de la Fuerza Aérea. El comandante de la base Brig. Gen. Deeb Bazi murió mientras dirigía el asalto. La lucha por el control de la Academia continuó hasta inicios de septiembre, hasta que el 4 de septiembre, el ejército finalmente capturó el complejo entero. Así, las SAA restablecieron el asedio sobre Alepo.
También durante este tiempo, el 21 de agosto, fuerzas del gobierno capturaron Umm Qara cerro que pasa por alto de la carretera Khan Touman-Ramouseh cerca a al Qarassi, así como la colina SyriaTel. Múltiples contraataques rebeldes que intentaron recuperar  Umm Qara fueron repelidos.
El 5 de septiembre, las defensas rebeldes en del sur Alepo colapsaron, el ejército logró tomar tres pueblos, tres cerros, dos fábricas, dos instalaciones de almacenamiento, una Base de Defensa aérea y una cantera.
Entre el 6 y 8 septiembre, el Ejército sirio capturó el distrito Ramouseh, reabriendo la carretera Ramouseh.
Entre el 10–11 septiembre, el Ejército sirio y sus aliados continuaron avanzando en el Proyecto de Alojamiento 1070 Al-Hamdaniyah y el distrito Al-‘Amariyah, continuando su avance hacia la escuela Hikmah.

## Alto el fuego
Después de la implementación del alto el fuego a mediados de septiembre, el Ejército sirio retiró sus fuerzas de la carretera del Castello para que ingresase ayuda humanitaria de la ONU a las partes orientales de la ciudad. Aun así, los grupos rebeldes fuera de la ciudad no dejaron entrar a los convoyes de ayuda humanitaria a Aleppo. Más tarde, miembros de la media luna siria y personal ruso fueron atacados, por lo que las SAA volvieron a desplegar a sus tropas.
El 16 de septiembre, la Fuerza aérea rusa llevó a cabo ataques alrededor de Alepo por primera vez desde el alto al fuego cuatro días antes. El 19 de septiembre, un convoy de ayuda de las Naciones Unidas y la media luna roja constando de más de 18 camiones fue alcanzado por misiles cerca Urum al-Kubra, asesinando a 12 personas. Al mismo tiempo, Rusia y Siria retomaron los bombardeos sobre la ciudad.
La mañana del 21 de septiembre, el Ejército sirio tomó la colina de Hikma, lo que les permitiría recapturar la escuela Al-Hikma y el Proyecto de Alojamiento  1070. Aun así, más tarde, los rebeldes recapturaron varias posiciones en el cerro. El ejército recapturó varias áreas del distrito de Ramouseh que había perdido a finales de 2012. Entretanto, el opositor SOHR denunció que 3,000 soldados rusos habían llegado a Alepo para apoyar las ofensivas del gobierno.
El 22 de septiembre, el Ejército sirio lanzó una nueva ofensiva contra los barrios bajo control rebelde, y t también recuperó varios sitios en el sur de Alepo.
Los rebeldes lanzaron un nuevo intento de romper el asedio que empezó a finales de octubre de 2016 y fracasó después de dos semanas de lucha, tras la cual todas las posiciones rebeldes habían caído para el 13 de diciembre de 2016.